# Georgij Ivanovič Gurdžijev
Georgij (Georges, George) Ivanovič Gurdžijev, často též Gurdjieff (rusky Георгий Иванович Гурджиев; 1866–1877? Alexandorpol, Arménie, Ruské impérium – 29. října 1949 Neuilly-sur-Seine, Francie) byl mystik a duchovní učitel, spisovatel, skladatel a choreograf, pocházející z řecko-arménské rodiny a působící posléze v Rusku a západní Evropě.
Po letech strávených hledáním staré moudrosti na cestách po Asii Gurdžijev vyvinul systém esoterického učení nazvaný Čtvrtá cesta; jde o způsob duchovního probuzení na základě sebepozorování, nazývaný též Práce. Součástí gurdžijevovské praxe jsou speciální tance, ke kterým skládal hudbu a choreografii. Své poznatky shrnul ve třídílném opusu Vše a všechno (All and Everything). Mezi osobnosti, které ovlivnil, patří Pjotr Děmjanovič Uspenskij, Robert Fripp, René Daumal, Maurice Nicoll a další.

#### Audiovizuální dokumenty
- Gurdjieff – Meetings With Remarkable Men, 1979, režie Peter Brook, 102 minut